# Timurlengia

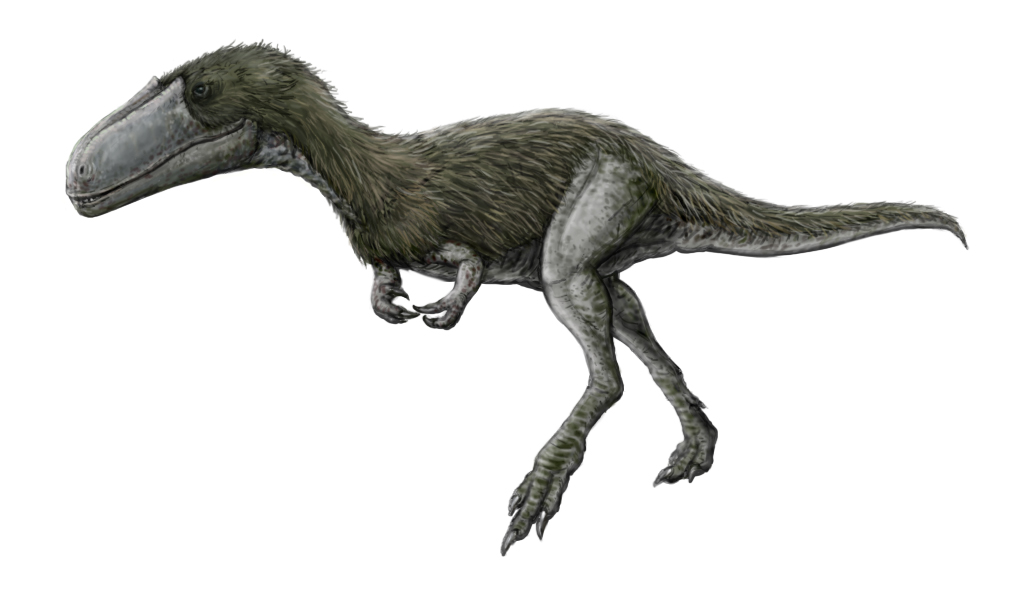
Timurlengia

Timurlengia euotica is een vleesetende theropode dinosauriër, behorende tot de Tyrannosauroidea, die tijdens het late Krijt leefde in het gebied van het huidige Oezbekistan.

## Vondst en naamgeving
Tussen 1997 en 2006 vond Alexandr Awerianow fossielen van theropoden in de Kizilkoemwoestijn. In 2014 onderzocht Hans-Dieter Sues daarvan een hersenpan en concludeerde dat het nog onbekende soort vertegenwoordigde die voldoende onderscheidende kenmerken bezat dat een benoeming gerechtvaardigd was.
In 2016 werd de typesoort Timurlengia euotica benoemd en beschreven door Stephen Louis Brusatte, Alexandr Awerianow, Hans-Dieter Sues, Amy Muir, en Ian B. Butler. De geslachtsnaam verwijst naar de Mongoolse heerser Timoer Lenk die zijn machtsbasis had in Centraal-Azië. De soortaanduiding betekent "met een welgevormd os oticum", een verwijzing naar de goed ontwikkelde zijwand van de hersenpan die duidt op een sterk ontwikkeld gehoor.

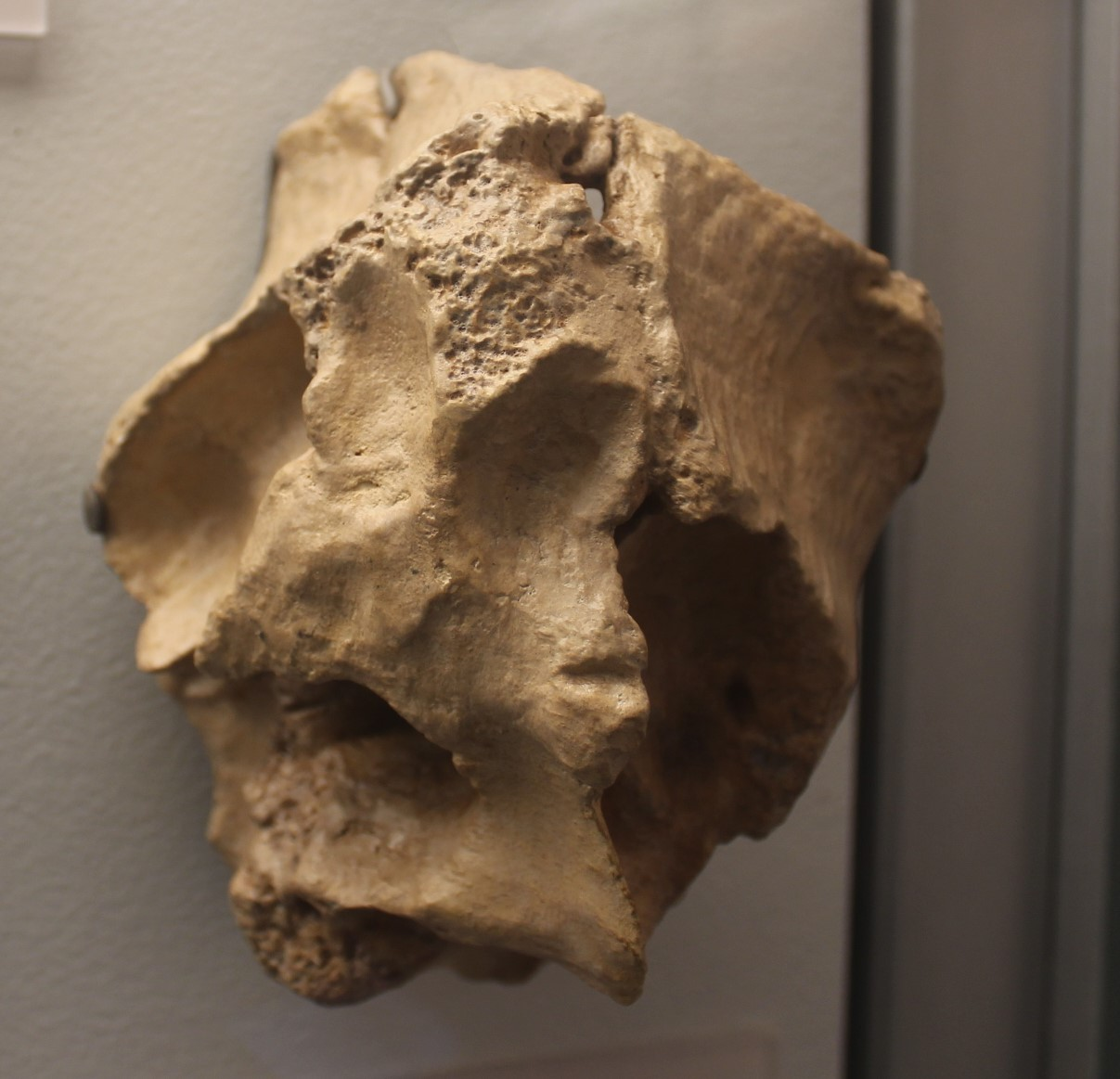
Het holotype

Het holotype, ZIN PH 1146/16, is gevonden in een laag van de Bissektyformatie die dateert uit het middelste tot bovenste Turonien en ongeveer tweeënnegentig tot negentig miljoen jaar oud is. Het bestaat uit een hersenpan. Verschillende andere losse vondsten, niet van één individu afkomstig, zijn aan de soort toegewezen. Het gaat voornamelijk over materiaal dat van 1944 af al door Russische geleerden beschreven was en in 2012 nog eens werd herbeschreven. Deze fossielen omvatten specimen ZIN PH 854/16, een rechterhelft van een hersenpan en verder het rechterbovenkaaksbeen ZIN PH 676/16, het linkervoorhoofdsbeen ZIN PH 2330/16, losse tanden, het linkerquadratum ZIN PH 2296/16, het stuk rechterdentarium ZIN PH 15/16, het rechterarticulare met angulare ZIN PH 1239/16, de voorste halswervel ZIN PH 671/16; de achterste halswervel USNM 538131, de wervelboog van een eerste ruggenwervel USNM 538132, de middelste ruggenwervel CCMGE 432/12457, de voorste staartwervel ZIN PH 951/16, de middelste staartwervel ZIN PH 120/16, de achterste staartwervel ZIN PH 507/16, twee handklauwen waaronder de tweede handklauw ZINPH 619/16 en twee voetklauwen waaronder de derde voetklauw USNM 538167. De toewijzingen werden gerechtvaardigd door de aanneming dat er maar één tyrannosauroïde in de formatie aanwezig was.

## Beschrijving

### Grootte en onderscheidende kenmerken

Timurlengia in grootte vergeleken met een mens

Timurlengia werd naar schatting ruim drie meter lang en had een gewicht van rond de tweehonderdtwintig kilogram. De meeste fossielen zijn van dieren van deze grootte. Het gaat daarbij echter vermoedelijk om jongvolwassen individuen. Specimen ZIN PH 1239/16 kan een groter volwassen exemplaar vertegenwoordigen.
In 2016 werden enkele onderscheidende kenmerken van het holotype vastgesteld die dus alle de hersenpan betreffen. Het supraoccipitale, het centrale bovenste bot van het achterhoofd, heeft een ruitvormig naar beneden gericht uitsteeksel dat de bovenrand van het achterhoofdsgat niet raakt. Het basioccipitale heeft extreem korte tubera basilaria die maar een derde van de hoogte hebben van de achterhoofdsknobbel. De fenestra ovalis en het vestibulum otis vormen samen een diepe trechtervormige uitsparing in het oticum met een wijde uitgang op het zijvlak van de hersenpan die diep in de oorzone steekt. Het binnenoor is groot met robuuste halfcirkelvormige kanalen.

### Skelet
De schedel is langgerekt. Het supraoccipitale heeft de basale vorm met een hoge middenrichel. Het is niet gepneumatiseerd vanuit de recessus tympanici zoals bij tyrannosauriden. Het ruitvormige naar beneden gerichte uitsteeksel komt ook bij latere vormen voor maar bereikt daar het achterhoofdsgat. De processus paroccipitales hebben de basale tyrannosauroïde vorm met een gepneumatiseerde basis en een trog op de achterkant. Schuin boven de achterhoofdsknobbel ligt een ondiepe uitholling voor de tiende, elfde en twaalfde hersenzenuw. De onderste uitsteeksels van de tubera basilaria zijn extreem kort. Het basioccipitale is niet gepneumatiseerd. De crista tuberalis die de zijkant van de achterkant van de hersenpan scheidt, is breed, een basaal kenmerk. De crista tuberalis gaat naar boven en voren glooiend over in een trechtervormige recessus oticus die diep in de hersenpan steekt. Hetinterne uiteinde splitst zich in een kanaal naar de holte van de recessus tympanicus posterior en een tak naar de fenestra ovalis en fenestra pseudorotunda. De recessus oticus wordt niet afgedekt door een plaat van het proöticum en wordt door een scherpe opstaande rand gescheiden van de zijkant van de hersenpan. Vóór die rand liggen de openingen voor de vijfde en zevende hersenzenuw. Dit gebied is vlak in plaats van verdiept en niet gepneumatiseerd door de recessus tympanicus anterior, een basaal kenmerk. Evenzeer basaal is de enkelvoudige tak voor de nervus trigeminus. De bouw van het brein is verder typisch tyrannosauroïde. Het binnenoor is extreem robuust. Door een CAT-scan van de hersenpan kon worden vastgesteld dat het binnenoor gespecialiseerd was in het waarnemen van geluiden met een lage frequentie. De lange gang van het slakkenhuis heeft een verticaal bereik dat overeenkomt met de hele hoogte van de halfcirkelvormige kanalen.
De naar achteren gekromde tanden van Timurlengia zijn opvallend lang en slank.

## Fylogenie
Timurlengia is basaal in de Tyrannosauroidea geplaatst, als een mogelijke zustersoort van Xiongguanlong. Het is de eerste soort die de Tyrannosaur Gap opvult tussen basale tyrannosauroïden uit het Onder-Krijt en de latere Tyrannosauridae. Timurlengia lijkt erop te duiden dat tyrannosauroïden nog geen echt gigantische lichaamsomvang hadden bereikt, een verschijnsel dat zich pas in het vroege Campanien schijnt te hebben voorgedaan. De beschrijvers speculeerden dat Timurlengia een aparte klade van langsnuitige soorten vormde, samen met Xiongguanlong, die de zustergroep was van de Tyrannosauridae. De goed-ontwikkelde zintuigen waarop de hersenpan van Timurlengia duidt, zouden de sleutel kunnen zijn geweest voor het verdere succes van de grotere vormen, die de Carnosauria als apexpredatoren verdrongen, en het bevestigt de hypothese dat bij deze tak eerst een grote kop evolueerde voordat de rest van het lichaam robuust werd. Het is echter opvallend dat de schedel van Timurlengia veel minder gepneumatiseerd is dan bij de tyrannosauriden. Het opvallende systeem van luchtholten bij deze groep was misschien een aanpassing om het gewicht van de steeds grotere kop te verlichten of hield wellicht het goede gehoor in stand ondanks een steeds grotere absolute afstand tussen het binnenoor en de buitwand van de schedel.

## Levenswijze
De beschrijvers hebben verschillende verklaringen geopperd voor de afwijkende vorm van het oor. De robuuste bouw zou kunnen samenhangen met een vergrote beweeglijkheid waarvoor een beter evenwichtsgevoel noodzakelijk zou zijn. Het vermogen om lage geluiden waar te nemen zou gebruikt kunnen zijn voor het jagen op grotere prooien of een communicatie op langere afstand waarbij de dieren dan zelf diepere kreten voortbrachten.